# Gnathorhiza
Gnathorhiza è un genere estinto dei pesci polmonati della classe dei Sarcopterygii, che visse durante il periodo Permiano.

## Descrizione
Frammenti dentari e la mandibola di questo pesce, rinvenuti nelle formazioni geologiche di Lueders ed Arroyo (nella Contea di Baylor, Texas), assomigliano strettamente a quelli di altri dipnoi del tardo Paleozoico, in particolare "Sagenodus", e al più recente "Epiceratodus".
Le somiglianze suggeriscono che i Gnathorhiza erano erbivori analogamente all'Epiceratodus. La somiglianza delle sue impronte dentarie con quelle dei recenti si è abbassata notevolmente rispetto alla posizione assunta nei dipnoi, suggerendo un'attiva vita da predatore.